# فرودگاه نروینو
 فرودگاه نروینو (به انگلیسی: Nervino Airport) یک فرودگاه همگانی است که یک باند فرود آسفالت دارد و طول باند آن ۱۴۱۸ متر است. این فرودگاه در شهر بک‌وورث، کالیفرنیا کشور ایالات متحده آمریکا قرار دارد و در ارتفاع ۱۴۹۳٫۵ متری از سطح دریا واقع شده است.